# Liste von Matronennamen
Diese Liste von Matronennamen enthält die Beinamen von Matronen, überwiegend in Dreizahl auftretenden Muttergottheiten der römischen, germanischen und keltischen Religion.
Bei den über 800 aufgefundenen Inschriften auf sogenannten „Matronensteinen“, die in den ersten drei nachchristlichen Jahrhunderten den Göttinnen als Weihesteine gestiftet wurden, steht beim Namensteil Matronae, Matres („Mütter“) oder Deae („Göttinnen“) meist ein Beiname als Zusatz; dabei ist die Häufigkeit der auftretenden Namen sehr unterschiedlich. Während die meisten Namen nur einmal auftreten, lassen sich bei anderen gebietsweise Verdichtungen feststellen, die möglicherweise auf Kultzentren hinweisen. In vielen Fällen können die Namen nicht mehr gedeutet werden, weil keine zeitnahen schriftlichen Quellen zu Matronen bekannt sind. Bei manchen Beinamen lassen sich Rückschlüsse auf die Art und Funktion der jeweiligen Göttinnen ziehen, so finden sich verschiedene Schutz-, Quell- und Wassergöttinnen. In der folgenden Liste gelten die Bedeutungen der Namen in den wenigsten Fällen als zweifelsfrei erwiesen.
| Beiname                                    | Fundorte | Mögliche Bedeutung |
| ------------------------------------------ | --- | --- |
| Abiamarcae, Ambiamarcae                    | Mechernich-Floisdorf, Kreis Euskirchen | abgeleitet: „Das hinten im Wald liegende Grenzland“ |
| Abirenae                                   | Köln-Deutz | … |
| Afliae                                     | Raum Köln (2 ×) | möglich: von afla „Kraft“ |
| Ahinehiae                                  | Blankenheim bei Euskirchen | möglich: von aha „Wasser, Fluss“ |
| Ahueccaniae                                | Gleuel bei Köln | möglich: Quellgöttinnen, von aha „Wasser, Fluss“ |
| Alaferhviae                                | Inden-Altdorf, Fronhoven bei Eschweiler, Gohr bei Dormagen, Pattern bei Aldenhoven (je 1 ×) | möglich: „Die Großen Lebenspendenden“ |
| Alagabiae                                  | Haus Bürgel bei Düsseldorf | möglich: „Die Allgebenden“ |
| Alaterviae                                 | Cramond, Vorort/Hafen von Edinburgh | abgeleitet: „(Eichen-)Baumgöttinnen“ |
| Albiahenae                                 | Oberelvenich bei Euskirchen (4 ×) | … |
| Alhiahenae                                 | Neidenstein bei Heidelberg | abgeleitet: von „Tempel“ oder „Elch“ i. e. „Gegend wo es Elche gibt“ |
| Almaviahenae                               | Thorr bei Köln | … |
| Alusneihae                                 | Inden-Pier bei Düren | abgeleitet: vom runischen Zauberwort alu oder dem germanischen aluþ „Rauschtrank“; von germanisch *Alizō für Erle (Baumname) von einem Stellen- oder Ortsnamen; von einem gallorömischen Ortsnamen Alusniacum |
| Ambiamarcae                                | Köln-Deutz | Nebenform der Matronae Abiamarcae (s. o.) |
| Ambioreneses                               | Köln-Deutz | in einer Inschrift gemeinsam mit Ambiamarcae in einer Reihe römischer Götter genannt |
| Amfratninae                                | Eschweiler (12 ×) | abgeleitet: „Die Matrone des persönlichen Glücks“ |
| Amnesahenae                                | Thorr bei Köln | möglich: aus dem griechischen amnesia „Mangel an Erinnerung“: „Gegen das Vergessen“ |
| Andrusteihiae                              | Bonn-Bad Godesberg und Köln | möglich: antiker Name eines Stammes oder Volkes |
| Anesiaminehae                              | Zülpich bei Euskirchen | möglich: antiker Name eines Flusses |
| Annaneptiae                                | Xanten | möglich: „Freundliche Schwester“ |
| Arvagastiae                                | Müddersheim bei Düren | erschlossen: ein Familienname |
| Asericinehae                               | Köln | erschlossen: ein Familienname |
| Atufrafinehae                              | Berkum bei Bonn | … |
| Audrinehae                                 | Hermülheim bei Köln, gefunden um 1910 (7 Steine als Grabkiste wiederverwendet) | erschlossen: „Die göttlichen Beistand Verleihenden“, „Die freundlichen Schicksalsmächte“ |
| Aufaniae                                   | Bonner Münster, Tempelbezirk Görresburg bei Nettersheim, Zülpich, Köln, Jülich, Xanten, Nijmegen, Haus Bürgel bei Düsseldorf, Mainz, Lyon in Südfrankreich sowie im spanischen Carmona – insgesamt etwa 90 × | vorgeschlagen: als Eigenschaft „die Überflussgebenden“, als Ortsname „abgelegene Fenn“ („Sumpf“?) |
| Aumenahenae                                | Köln (2 ×) | möglich: antiker Name eines Flusses |
| Austriahenae                               | Morken-Harff im Rhein-Erft-Kreis (etwa 150 ×) | abgeleitet: „Die Östlichen“ |
| Aviaitinehae                               | Haus Bürgel bei Düsseldorf | 2 konkurrierende Deutungen: „Grundbesitz, wo es (viele) Schafe gibt“ – „die Glück spenden und Besitz schützen“                                                                                                |
| Axsinginehae                               | Köln | abgeleitet: germanisch „Ähre“ |
| Berguiahenae                               | Gereonsweiler | abgeleitet: ein Baumname |
| Berguinehae                                | Terz | … |
| Berhuiahenae                               | Gereonsweiler | … |
| Caimineae                                  | Euskirchen | möglich: Ableitung von Ortsnamen |
| Cantrusteihiae                             | unbekannter Ort (3 ×) | möglich: antiker Name eines Stammes oder Volkes |
| Chandrumanehae                             | Billig bei Euskirchen | … |
| Chuchenae                                  | Zülpich bei Euskirchen (4 ×) | … |
| Ethrahenae                                 | Rödingen und Bettenhoven | … |
| Euthungae                                  | Köln | möglich: antiker Name eines Stammes oder Volkes |
| Fachinehae                                 | Niederrhein (3 ×) | möglich: von fahana „froh“ |
| Frisavae                                   | Xanten | abgeleitet: antiker Name des Volkes der Friesen |
| Gabiae                                     | Euskirchen (4 ×), insgesamt 12 × | möglich: „Die Gebenden“ |
| Gantunae                                   | Köln | abgeleitet: „Gänsegöttinnen“, von ganta „Gans“ |
| Gavadiae                                   | Jülich (6 ×) und Mönchengladbach (2 ×) | möglich: Ehestifterinnen oder Göttinnen, die über Eide und Gelübde wachen |
| Gavasiae                                   | Thorr bei Köln | möglich: vom gotischen gawasjan „bekleiden“ |
| Gesahenae                                  | Niederrhein (5 ×); Rödingen | … |
| Gratichae                                  | Euskirchen | möglich: Ableitung von einem Orts- oder Stellennamen |
| Grusduahenae                               | Inden-Altdorf | abgeleitet: „die zu einem kiesiegen Ort, Schotterplatz, Geröllhalde gehörenden“ Matronen |
| Guinehae                                   | Terz | abgeleitet: von Berguinehae |
| Hamavehae                                  | Inden-Altdorf und Vilvenich, Kreis Düren | abgeleitet: vom Namen des Volkes der Chamaver, in antiken Quellen genannt |
| Havae                                      | Merzenich bei Düren | möglich: „Die Hohen“ |
| Hiheraiae                                  | Enzen bei Euskirchen | … |
| Ifles                                      | Gohr (Dormagen) | … |
| Ineae                                      | Bonn | … |
| Iulineihiae                                | Müntz (Titz) | … |
| Kannanefates                               | Köln | abgeleitet: vom Namen eines römischen Regiments |
| Lanehiae                                   | Lechenich (Erftstadt) | … |
| Leudinae                                   | Pesch und Derichsweiler und Lüttich | … |
| Lubicae                                    | Köln | möglich: „Die heilenden Göttinnen“ |
| Mahalinehae                                | Köln, Deutz | möglich: Gerichtsgöttinnen |
| Marsacae                                   | Xanten (2 ×) | möglich: antiker Name des Volksstammes der Marser (Germanien) oder der Marser (Italien) |
| Masanae                                    | Köln | … |
| Mediotautehae                              | Köln | möglich: „Göttinnen des mittleren Landes“ |
| Mopates                                    | Nimwegen | möglich: antiker Name eines Waldes |
| Naitienae                                  | Thorr bei Köln | möglich: antiker Name eines Flusses |
| Nersihenae                                 | Jülich | möglich: antiker Name eines Flusses |
| Nervinae                                   | Bavay in Nordfrankreich | abgeleitet: vom Namen des germanischen Volkes der Nervier |
| Octocannae                                 | Gripswald, Kreis Krefeld, heute Meerbusch (7 ×) | möglich: vom keltischen ukta „Fichte“ (Baum) |
| Ollogabiae                                 | Mainz (2 ×) | möglich: „Die reichlich Gebenden“ |
| Ratheihiae                                 | Euskirchen | möglich: Ableitung von germanisch *rada = „Rad“ als keltisches Symbol für das Schicksal – Ableitung von einem Flussnamen zu germanisch *ratha = „schnell“                                                     |
| Renahenae                                  | Bonn | abgeleitet: Flussgöttinnen des Rheins |
| Rumanehae, Romanehae                       | Niederrhein (12 ×), u. a. in Lommersum | vermutet: Göttinnen einer Römersiedlung |
| Saitchamiae                                | Hoven (Zülpich) | möglich: „die den Zauber Beherrschenden/Bannenden“ zu altnordisch seiðr = Zauber |
| Seccanehae                                 | Blankenheim bei Euskirchen | erschlossen: ein Familienname |
| Suebae                                     | Köln (2 ×), Deutz (1 ×) | abgeleitet: vom Namen des germanischen Stamms der Sueben |
| Teniavehae                                 | Blankenheim bei Euskirchen | … |
| Textumeihae                                | Soller/Vettweiß (1 ×), Floisdorf/Mechernich (1 ×), Boich/Kreuzau (1 ×) | abgeleitet: aus dem Wortstamm *textuma „rechts“ oder „südlich“ und „der Folgende“: „Die Göttinnen der Südleute“, oder auch „Die Glückverheißenden“ (nach der glückbringenden rechten Seite bei Auspizien)     |
| Tummaestiae                                | Sinzenich bei Euskirchen | möglich: „Hilfreiche Frauen des Hauses“ |
| Turstuahenae                               | Derichsweiler (2 ×), Flerzheim | … |
| Udravarinehae                              | Niederrhein (3 ×) | … |
| Ulauhinehae                                | Geich (Zülpich) | … |
| Vacallinehae, Vacallinebus, Vocallinehae   | Pesch und Umland, Aachen (1 ×), insgesamt etwa 280× (7 ×) | abgeleitet: Matronen eines Rheinarmes, die Form Vacall- findet sich in heutigen im regionalen Umfeld vorkommenden Orts- und Gewässernamen                                                                     |
| Vallabneihiae, Vallamaneihiae, Vallabneiae | Köln (3 ×) | erschlossen: ein Familienname |
| Vataranehae, Veterahenae                   | Nideggen, Kreis Düren (über 50 ×) | möglich: Ortsnamenbezug, Ableitung von Gewässernamen |
| Vesuniahenae                               | Vettweiß bei Düren (5 ×) | möglich: antiker Name eines Ortes |